# Handstock (Rehabilitation)
Ein Handstock als Hilfsmittel in der medizinischen Rehabilitation ist eine Gehhilfe, die bei Indikation einer „leichtere[n] Gehbehinderung ohne die Notwendigkeit einer Entlastung von Skelettabschnitten bei Krankheitszuständen oder Verletzungsfolgen mit Störung des Bewegungsapparates und gleichzeitiger Koordinations-/Gleichgewichtsstörung“ zur Anwendung im „Innenraum und Außenbereich/Straßenverkehr“ ärztlich verordnet werden kann. Gehbehinderung in diesem Sinne bezeichnet einen angeborenen oder erworbenen Form- oder Funktionsfehler des Stütz- und Bewegungsapparats, der sowohl eine dauerhafte als auch eine temporäre Behinderung (z. B. nach einem Knochenbruch oder anderem Unfall) sein kann.

## Begriffliche Abgrenzung
Während ein Handstock bei einer „leichteren Gehbehinderung ohne die Notwendigkeit einer Entlastung von Skelettabschnitten“ verordnet wird, erfolgt dies bei einem Gehstock bei Indikation einer „Gehbehinderung mit der zeitweiligen Notwendigkeit, einen Skelettabschnitt zu entlasten“ bzw. einer „Gehbehinderung durch Einschränkungen des aktiven oder passiven Bewegungsapparates und/oder Koordinationsschwierigkeiten in der Laufphase […] und/oder der Notwendigkeit, mit zwei Stöcken laufen zu müssen“.

## Beschreibung
Im Hilfsmittelverzeichnis der Gesetzlichen Krankenversicherung (GKV) ist der Handstock als Hilfsmittel in der medizinischen Rehabilitation in der Produktgruppe „10 – Gehhilfen“ für den Anwendungsort „50 – Innenraum und Außenbereich/Straßenverkehr“ in der Produkt-Untergruppe „01 – Hand-/Gehstöcke“ als Produktart „0000–0999“ definiert. Beschrieben im Hilfsmittelverzeichnis ist ein Handstock als „aus massivem Holz“ bestehend, „mit einem in sich etwas flexiblen, rutschsicheren Laufgummi ausgestattet […], und einen dem Gebrauchszweck entsprechend geformten Handgriff […] (Handgriff nach „Fritz“ oder auch „Derby“)“ aufweisend. Für eine individuelle Anpassung an die Körpergröße des Stockbenutzers wird der Stock am bodennahen Ende entsprechend abgesägt. Dabei wird die korrekte Stocklänge ermittelt, indem der Abstand zwischen Boden und Ulnar-Carpalgelenk des im Ellenbogen um ca. 20–30° gebeugten Armes des stehenden Benutzers gemessen wird. Der Handgriff ist so geformt, dass er der Hand des Benutzers eine nahezu waagerechte Auflagefläche bietet und die Hand dabei möglichst nahe am Unterstützungspunkt liegt. Der Handstock ist beidseits – rechts wie links – verwendbar.